# Драгунський шолом

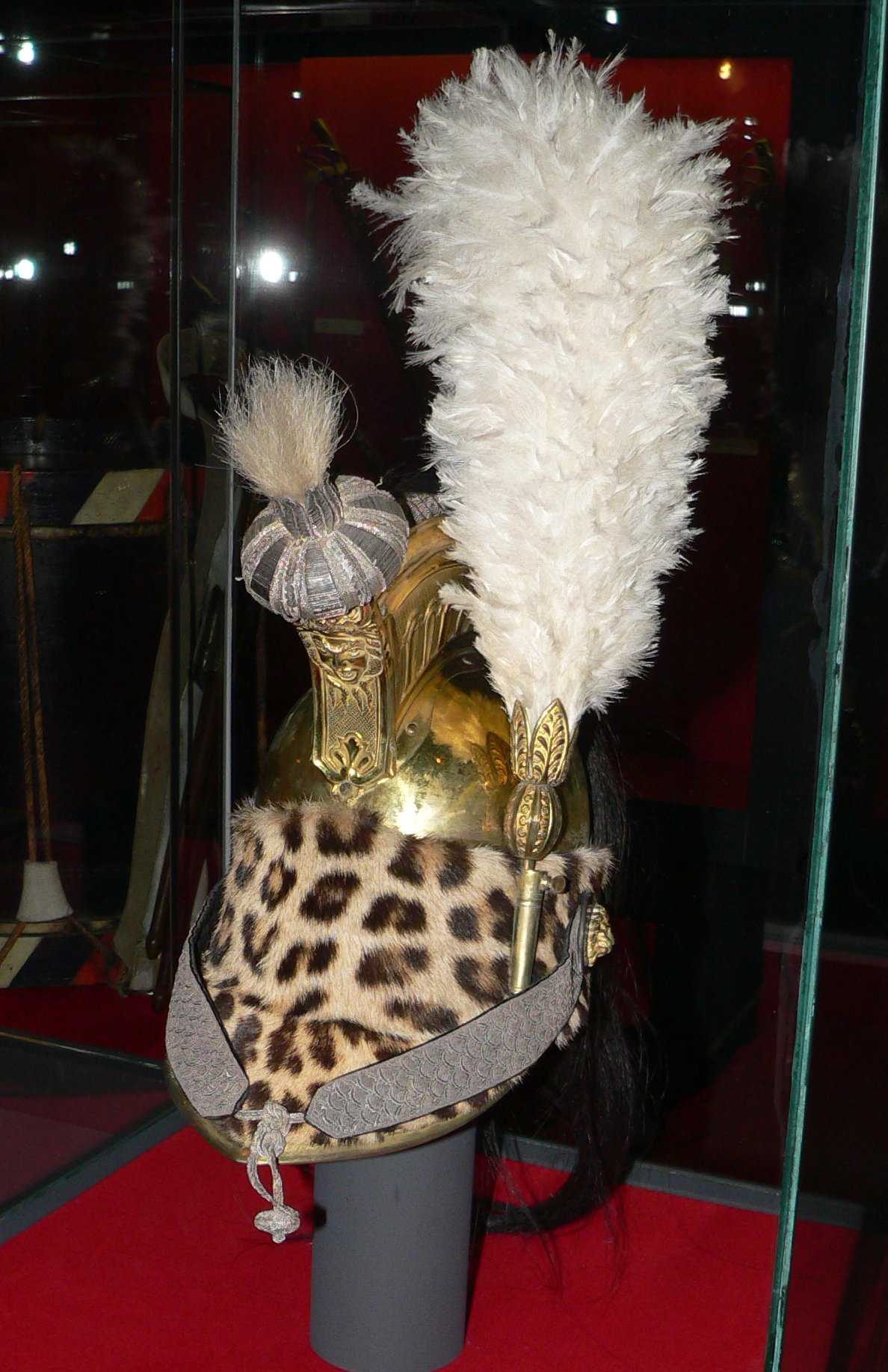
Офіцерський шолом французького драгуна

Драгунський шолом — металевий військовий шолом з високим гребенем. Спочатку такий тип шолома використовували драгуни, пізніше деякі інші військові частини, пожежники та інші формування. Виник ще у добу Відродження, але набув популярності у 2 пол. 18 ст. спочатку у Франції, згодом у більшості європейських армій. Востаннє використовувався в боях у 1914 році. Деякі військові частини продовжують носити цей тип шолома під час парадів та інших церемоніальних обов'язків.
Регіональні назви та особливості конструкції:
- У Франції відомий під назвами — каска у римському стилі (фр. Casque « à la romaine»); каска Мінерви (фр. casque « à la Minerve»).
- У німецькомовних землях — драгунський шолом (нім. Draginerhelm); шолом із гусінню (нім. Raupenhelm), названий так через хутро на наверші, що нагадувало собою гусінь.
- У Британії — шолом Альберта (англ. Albert helmet), названий так через те, що був введений принцом Альбертом у 1842 році. За формою наголовника шолом Альберта близький до шолома у римському стилі, але має не гребінь, а  шип, з якого спадає пасмо з кінського волосу. Зараз залишається у використанні деяких полків кінної лейбгвардії Британії та Канади як церемоніальний, зокрема, в підрозділах Палацової кавалерії (англ. Household Cavalry) Британської армії.

Починаючи з 1840-х років, шоломи «римського стилю» на озброєнні більшості європейських армій — і особливо корпусу важкої кавалерії — були замінені різними варіантами німецьких шоломів із шипами. Французька армія збереже шоломи «римського стилю» до початку Першої світової війни.

## Історія
Європейські драгуни 18 століття зазвичай носили капелюхи-трикутівки, але в 1762 році у французькій армії з'являється шолом нової форми, схожий на давньогрецькі і давньоримські шоломи. Він був виготовлений зі сталі з латунним гребенем, оздоблений імітацією хутра пантери та з плюмажем або з гривою із чорного кінського волосу
Услід за французами такий шолом почали носити німці. Під час війни за баварську спадщину (1778—1779) у місті Франкфурт-на-Майні було створено «імперське ополчення». Journal politique ou Gazette des gazettes у своєму номері за перші два тижні жовтня 1778 року подає таке вбрання: «Уніформа червона, оздоблення і колет із зеленого оксамиту, жакет і кюлоти жовті, чоботи в угорському стилі та шолом у римському стилі».
До кінця століття шолом отримав вищу, більш елегантну форму і зйомний пір'яний шлейф збоку, який носили тільки на параді. Драгунський шолом також був прийнятий на озброєння французькими кірасирськими полками, які вперше були сформовані в 1803 році, і французькими інженерами. У 1812 році драгунський шолом у своїй уніформі почала використовувати паризька пожежна команда; пізніше він був скопійований та адаптований іншими європейськими пожежними службами.
У 1798 році драгунський шолом введений у майже всі підрозділи Австрійської армії. Більш високий варіант цього шолома був прийнятий на озброєння драгунськими полками Імператорської російської армії в 1803 році, замінивши двокутний капелюх. Британські драгуни та драгунська гвардія взяли на озброєння шолом австрійського зразка в 1812 році, але швидко замінили вовняний гребінець на гриву з кінського волосу; однак підрозділи Household Cavalry пішли зворотним шляхом, вперше використавши кінський волос, але швидко замінивши його вовняним гребінцем.
У наступному столітті драгунський шолом продовжували носити як на параді, так і в бою. У 1842 р. прусська армія замінила гребінчастий шолом на пікельгельм. Британська важка кавалерія, яка в 1817 році взяла на озброєння шолом «у римському стилі» із величезним гребенем із ведмежого хутра замінила його в 1847 році на шолом Альберта, шолом з шипом і шлейфом з кінського волосу. Шолом Альберта також використовувався кавалерією в різних частинах Британської імперії, наприклад, кінною гвардією генерал-губернатора, сформованою в Канаді в 1855 році.

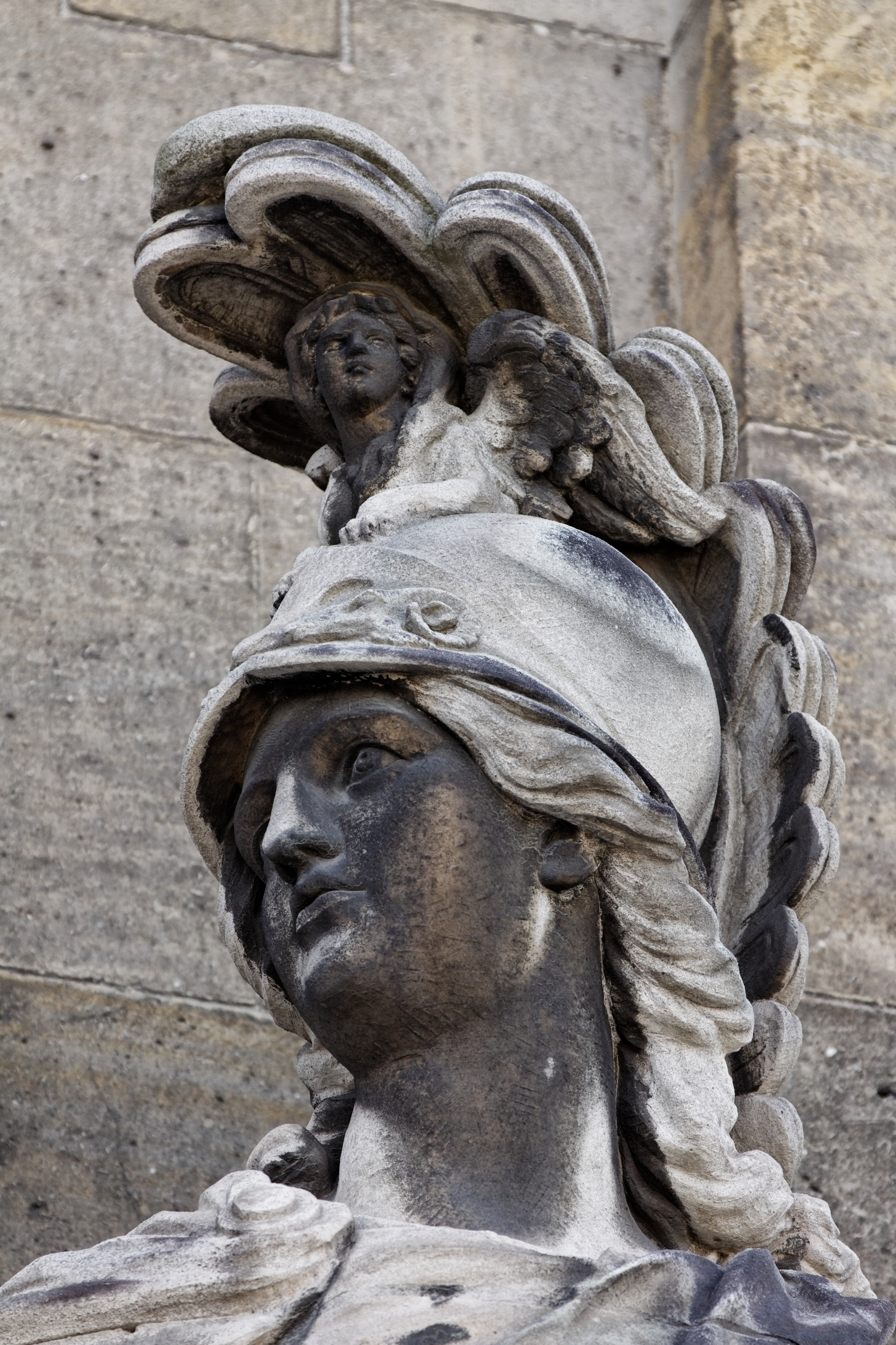
Мінерва у шоломі, північний фасад Дому Інвалідів, Париж.
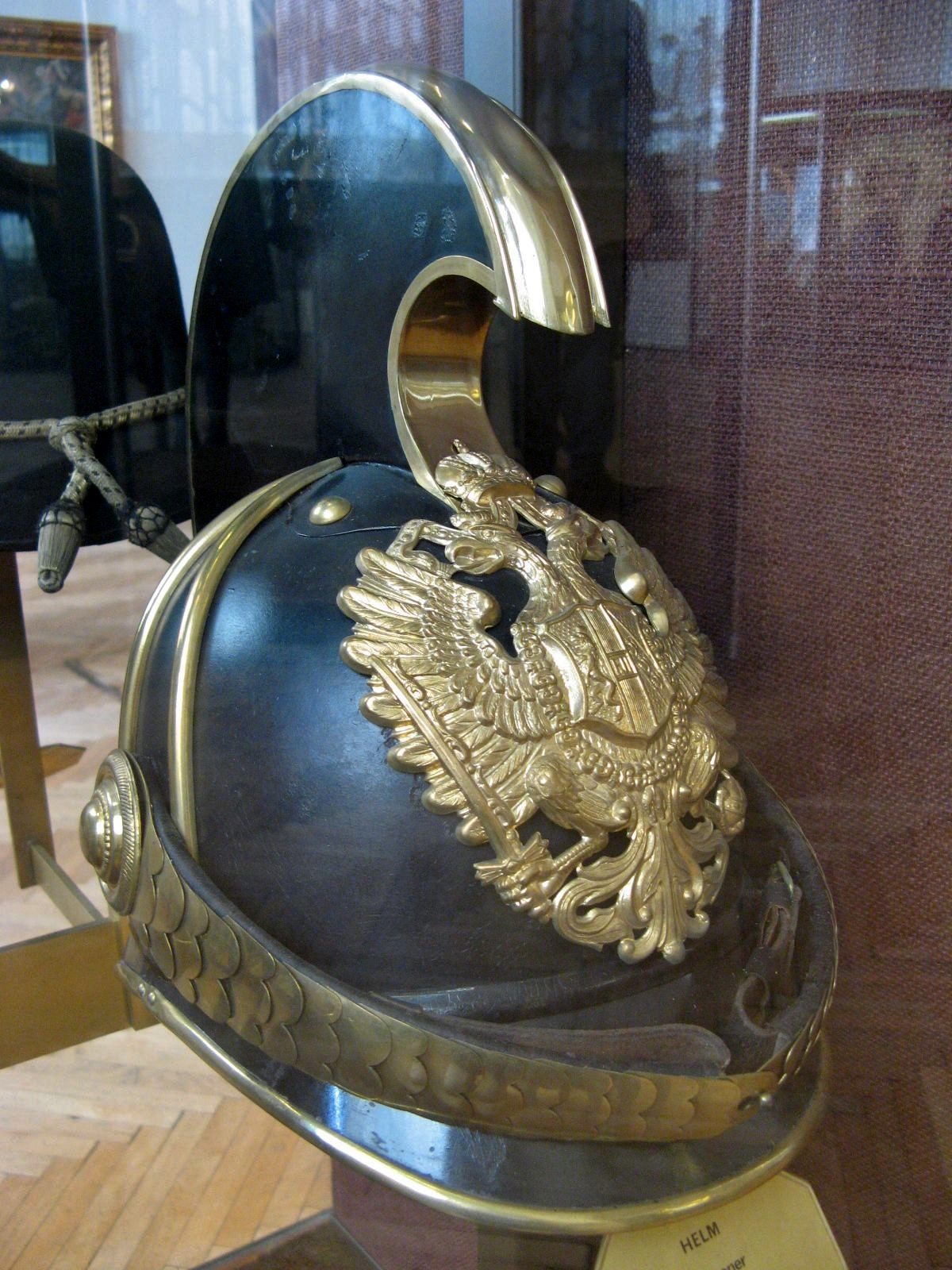
Шолом драгуна Цісарсько-Королівської армії (Австро-Угорщина)
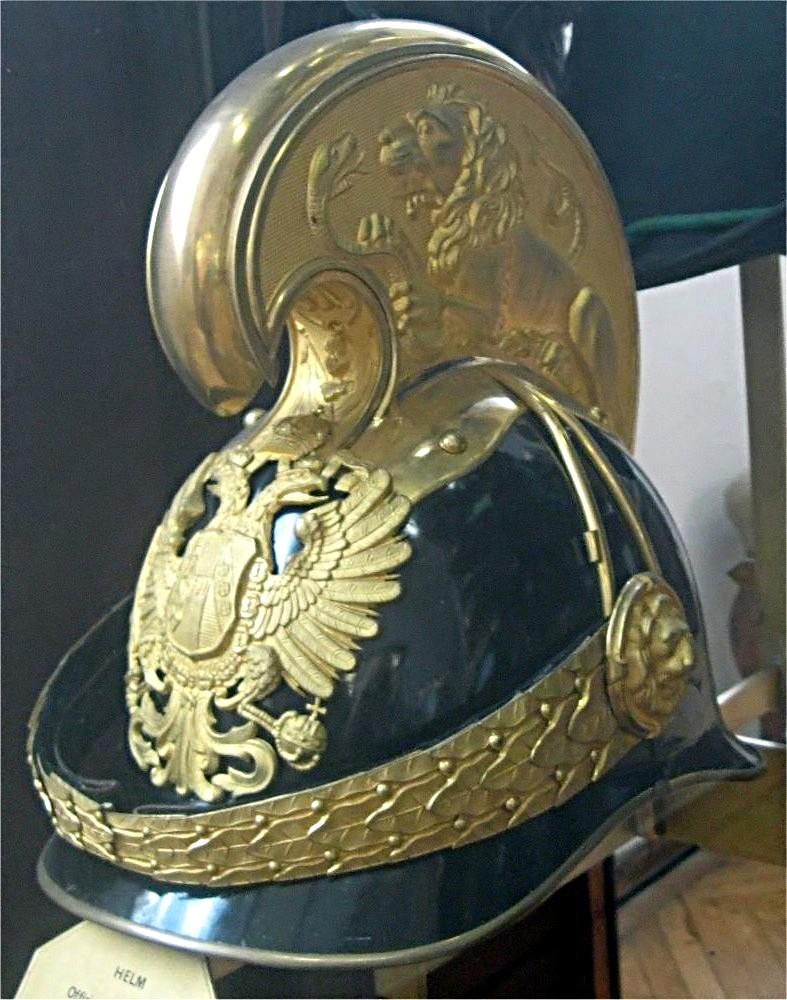
Офіцерський шолом драгуна Цісарсько-Королівської армії (Австро-Угорщина)
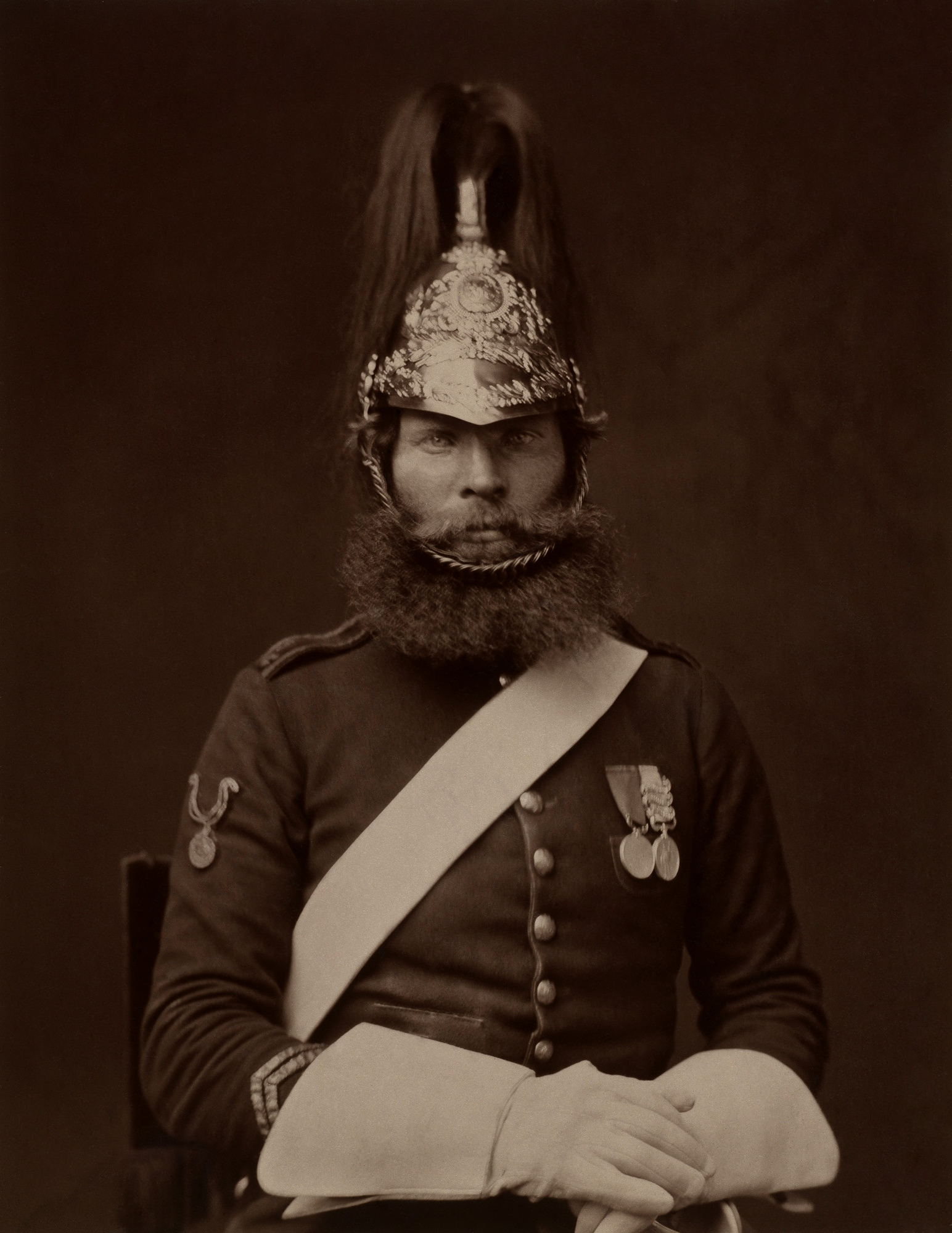
Британський драгун у шоломі Альберта. 1856 рік
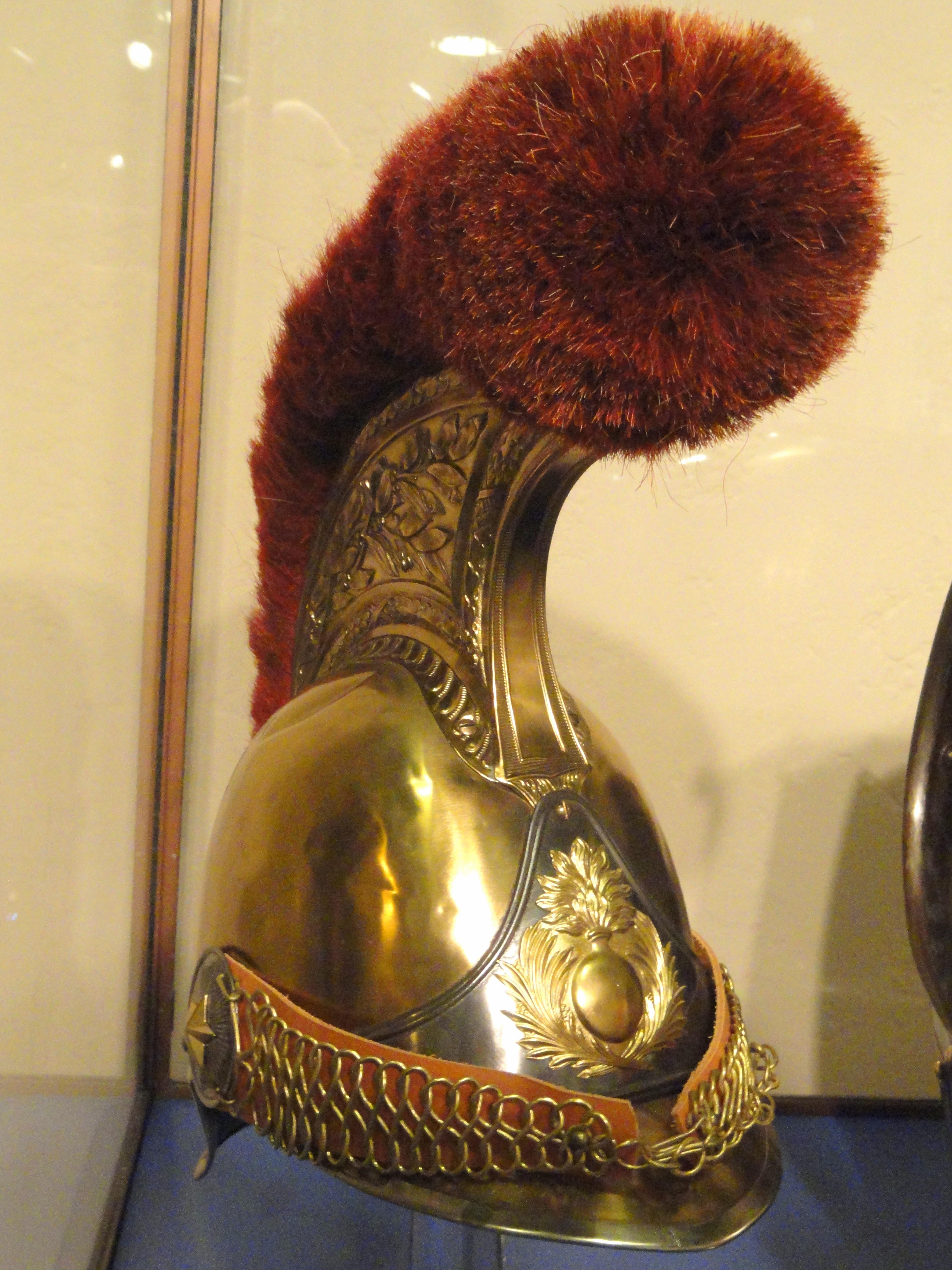
Шолом французького карабінера, 1863-1865 рр.
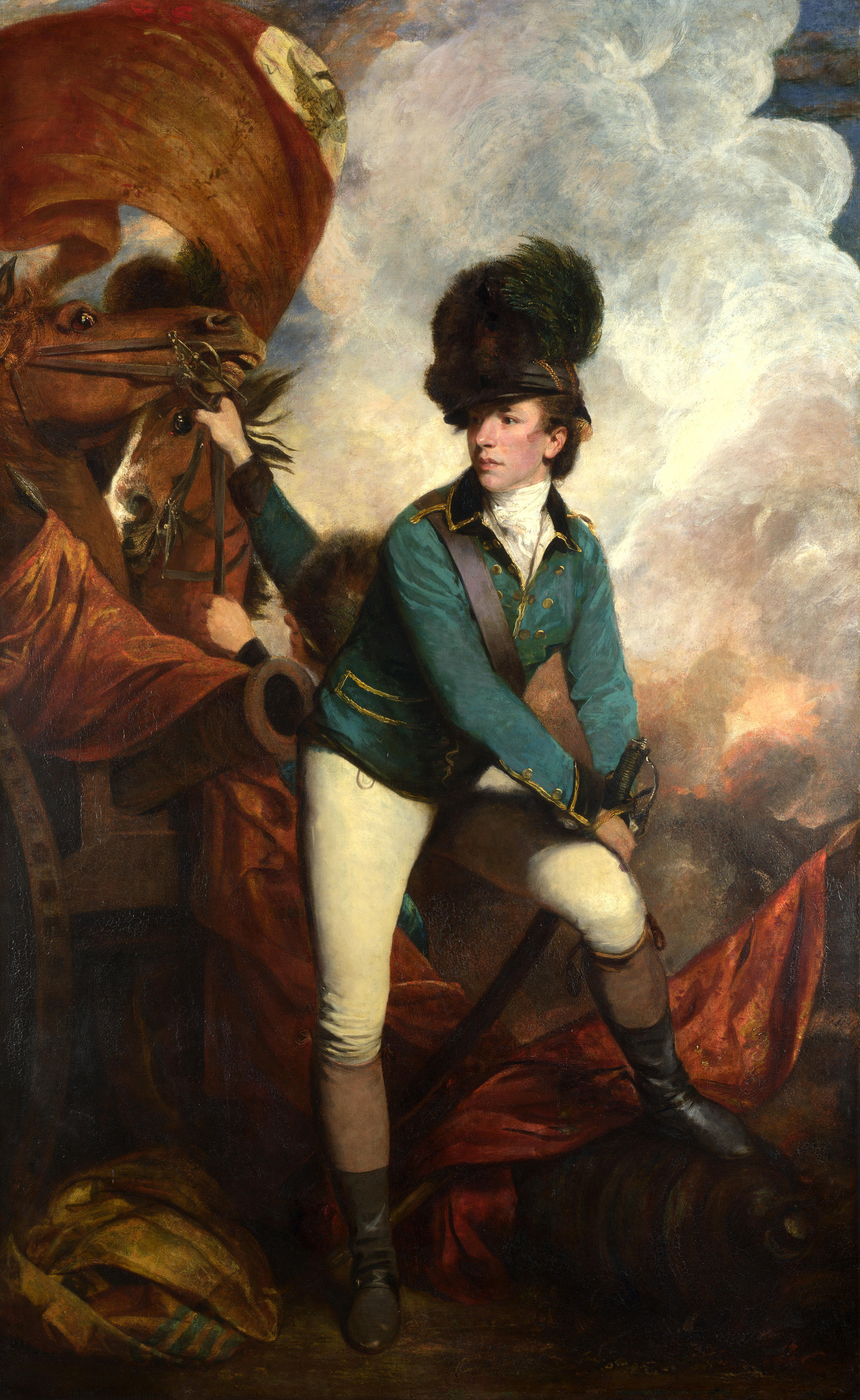
Банастр Тарлтон, портрет Джошуа Рейнольдса
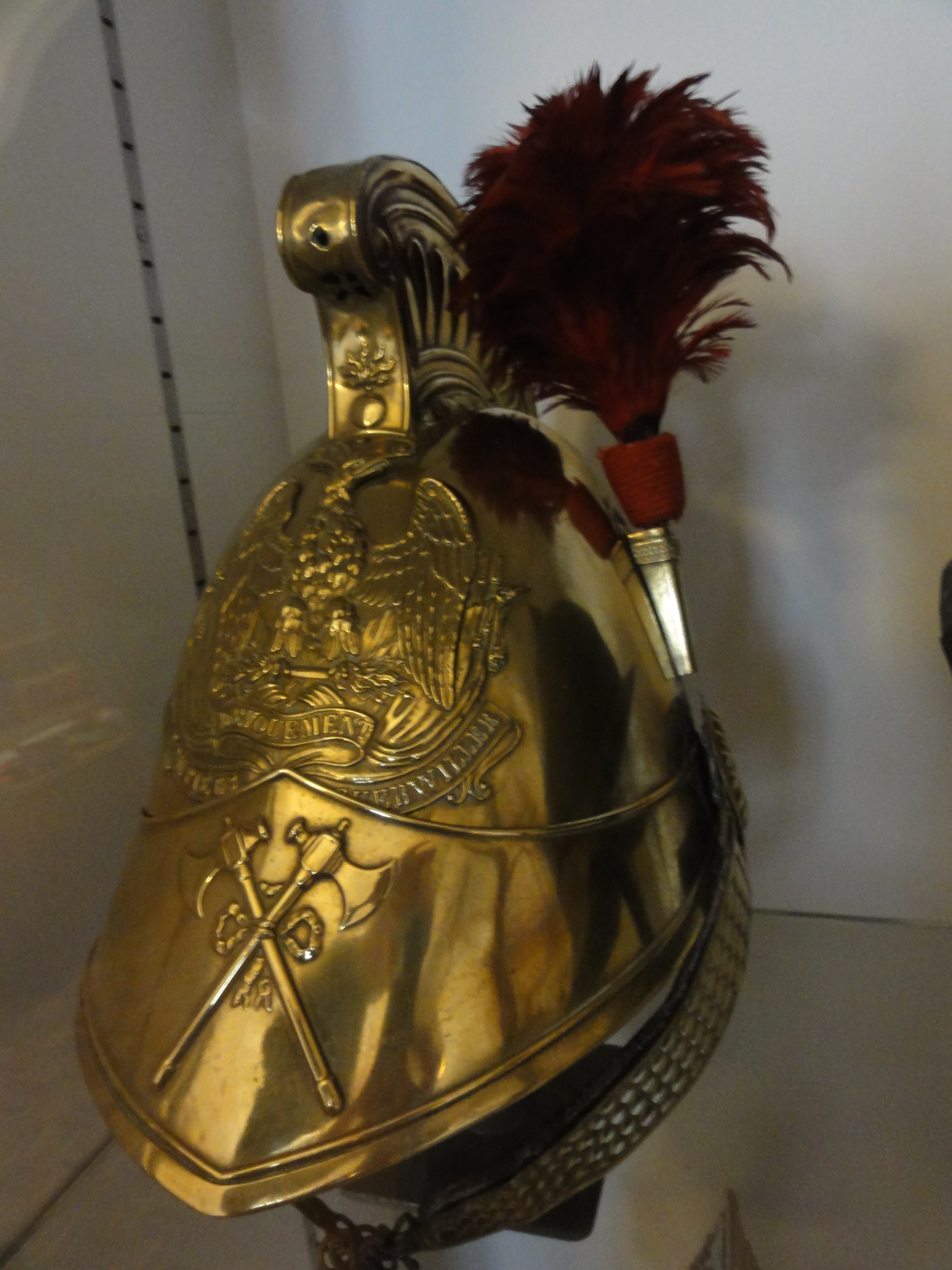
Шолом французького пожежника, початок 19 століття
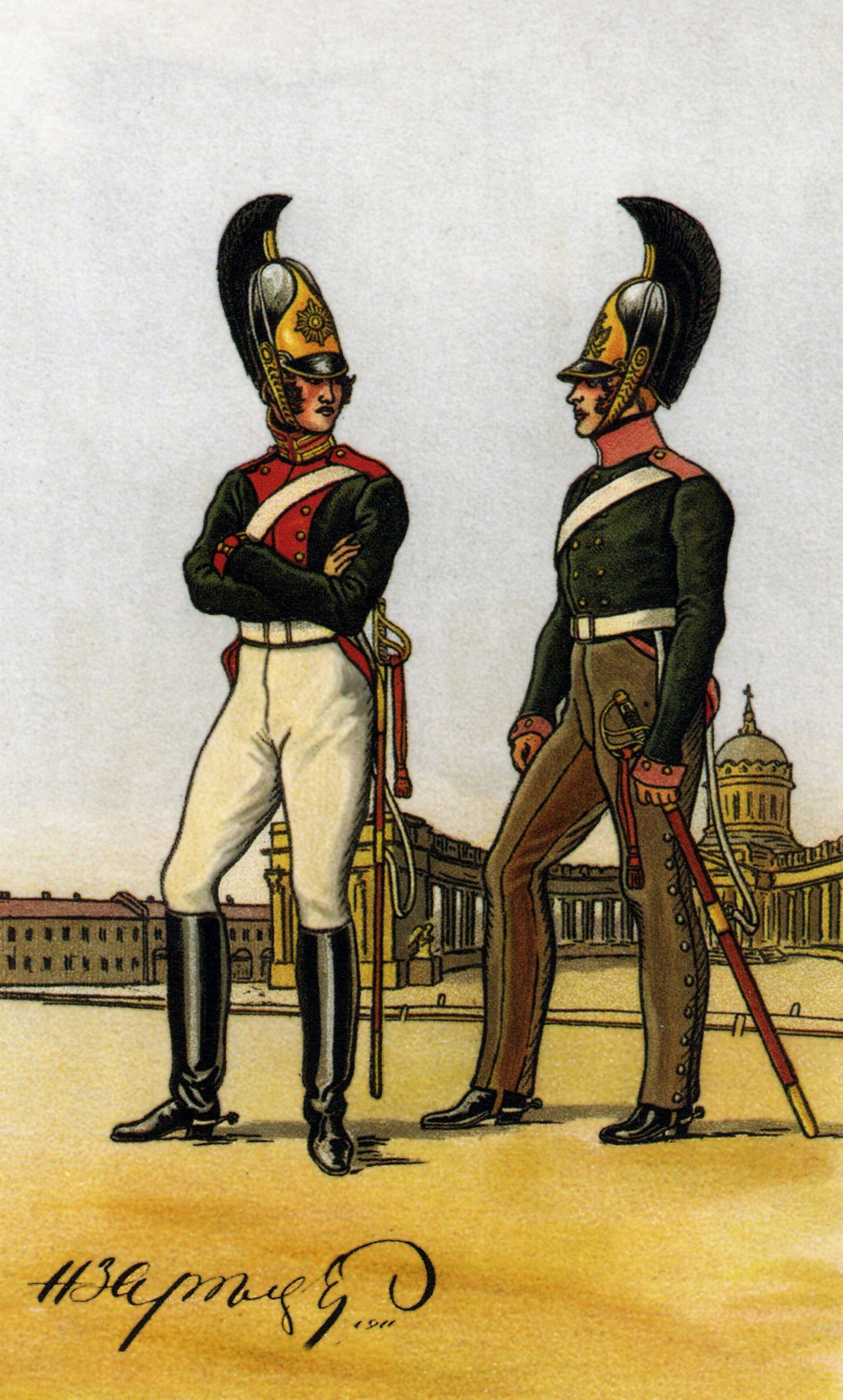
Рядові Лейб-Гвардії Драгунського і Санкт-Петербурзкого драгунського полків, 1812 р.